# Loxahatchee Groves
Loxahatchee Groves ist eine Stadt im Palm Beach County im US-Bundesstaat Florida. Das U.S. Census Bureau hat bei der Volkszählung 2020 eine Einwohnerzahl von 3.355 ermittelt.

## Geographie
Die Stadt liegt etwa 25 Kilometer westlich von West Palm Beach.

## Geschichte
Loxahatchee Groves wurde am 1. November 2006 als 38. Gemeinde von Palm Beach County gegründet, womit sie die jüngste Gemeinde des Countys ist. Stadtratswahlen fanden erstmals am 13. März 2007 statt.

### Demographische Daten
Laut der Volkszählung 2010 verteilten sich die damaligen 3180 Einwohner auf 1222 Haushalte. Die Bevölkerungsdichte lag bei 99,4 Einw./km². 87,2 % der Bevölkerung bezeichneten sich als Weiße, 3,3 % als Afroamerikaner, 1,4 % als Indianer und 1,6 % als Asian Americans. 4,0 % gaben die Angehörigkeit zu einer anderen Ethnie und 2,4 % zu mehreren Ethnien an. 18,7 % der Bevölkerung bestand aus Hispanics oder Latinos.
Im Jahr 2010 lebten in 29,2 % aller Haushalte Kinder unter 18 Jahren sowie 26,1 % aller Haushalte Personen mit mindestens 65 Jahren. 70,3 % der Haushalte waren Familienhaushalte (bestehend aus verheirateten Paaren mit oder ohne Nachkommen bzw. einem Elternteil mit Nachkomme). Die durchschnittliche Größe eines Haushalts lag bei 2,88 Personen und die durchschnittliche Familiengröße bei 3,25 Personen.
22,2 % der Bevölkerung waren jünger als 20 Jahre, 21,9 % waren 20 bis 39 Jahre alt, 36,7 % waren 40 bis 59 Jahre alt und 19,3 % waren mindestens 60 Jahre alt. Das mittlere Alter betrug 45 Jahre. 54,8 % der Bevölkerung waren männlich und 45,2 % weiblich.
Das durchschnittliche Jahreseinkommen lag bei 75.119 $, dabei lebten 15,5 % der Bevölkerung unter der Armutsgrenze.

## Verkehr
Am Südrand des Stadtgebiets führen die U.S. Highways 98 und 441 sowie die Florida State Roads 80 und 700 auf einer gemeinsamen Trasse an Loxahatchee Groves vorbei. Der nächstgelegene Flughafen ist der Flughafen Palm Beach etwa 20 km östlich.